# Histoire de Djibouti

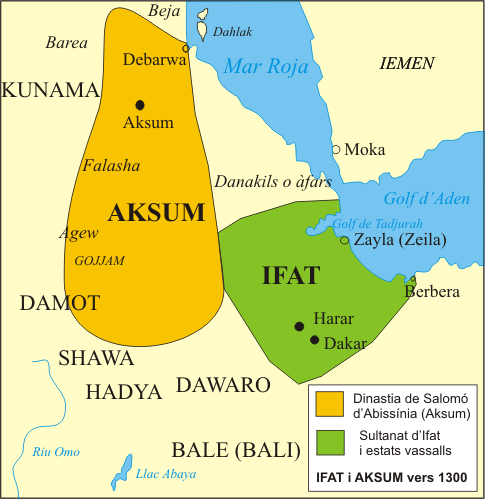
Sultanat d'Ifat (1285-1415)

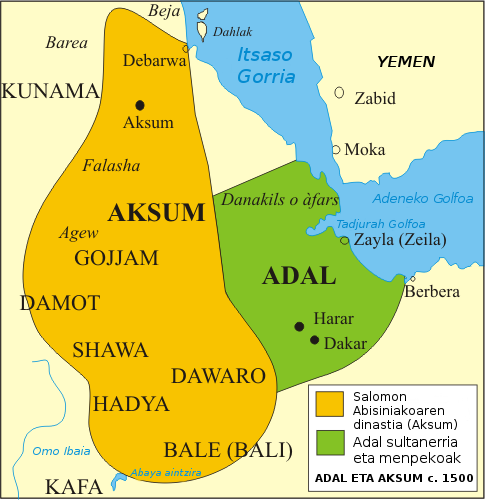
Sultanat d'Adal (1415–1577) et Royaume d'Aksoum (Empire éthiopien (990-1974)) avant l'expansion turque, vers 1500.

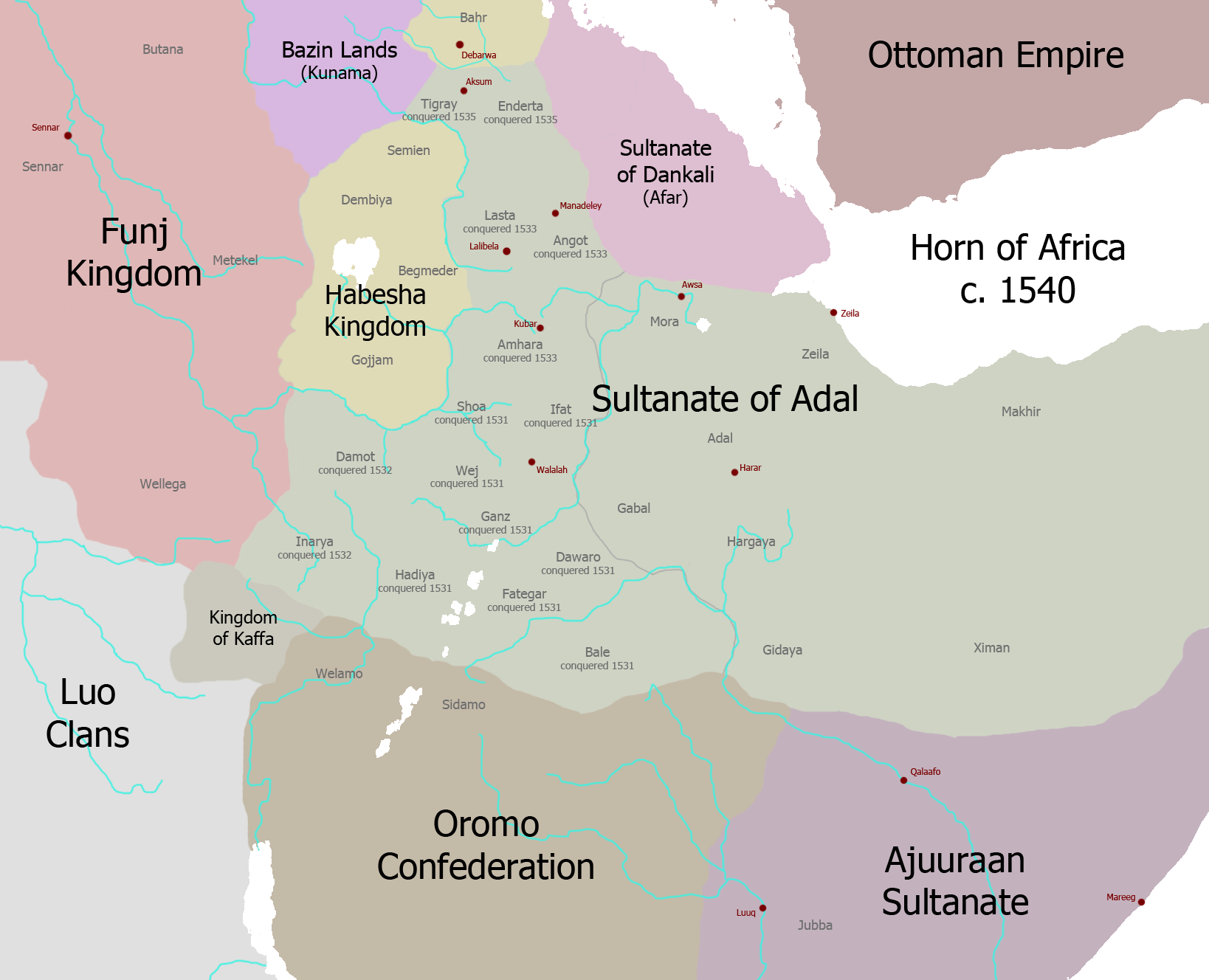
Éthiopie, vers 1540.

La province ottomane d'Égypte (1517-1867) vers 1840.

Sultanat Awsa vers 1850.

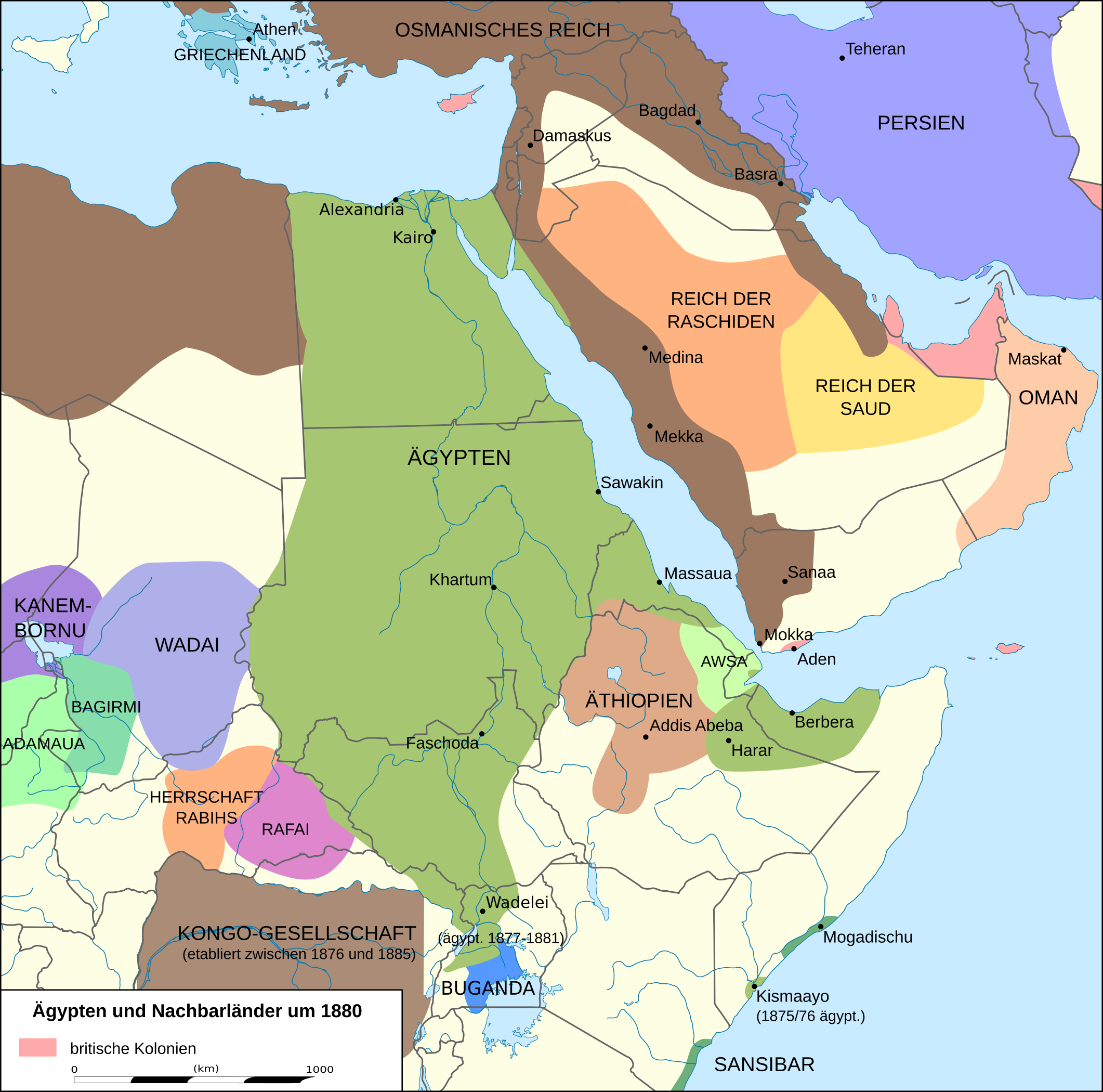
Égypte et pays voisins, vers 1880.

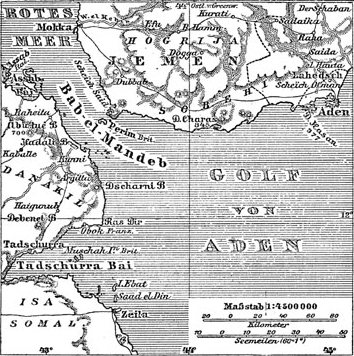
Golfe d'Aden et Djibouti, vers 1888.

L'histoire de Djibouti commence avec la ville de Tadjourah sur le  golfe du même nom, qui paraît avoir constitué assez tôt une des rares agglomérations permanentes sans doute liée au sultanat d'Ifat puis d'Adal entre les XIIIe et XVIe siècles. Mais le territoire correspondant à l'actuelle république de Djibouti s'est surtout constitué au fil de l'extension de l'occupation française à partir de 1885 : territoire d'Obock et dépendances jusqu'en 1896, puis côte française des Somalis jusqu'en 1967, puis territoire français des Afars et des Issas avant de gagner son  indépendance le 27 juin 1977 sous le nom de république de Djibouti. Ce pays est aujourd'hui membre de l'Union africaine (UA) et de la Ligue arabe.

## Un espace de la Corne de l'Afrique
L'espace autour du golfe de Tadjourah ne constitue pas un territoire spécifique et autonome avant l'installation coloniale. Aride et désertique, il est parcouru par des pasteurs transhumants qui suivent le rythme des pâturages, et des caravanes qui relient la côte aux hautes terres de l'intérieur, Harar, Choa (Shewa), etc. Il semble que deux lieux ont fait l'objet d'un habitat permanent sur la côte, les villes de Tadjourah au nord et Zeilah au sud, en relations commerciales avec l'Éthiopie, l'Ogaden et le Yémen.
L'histoire antérieure au XIXe siècle reste encore peu connue. Selon les sources, le peuple afar s'est installé dans la zone, sans qu'il soit possible de préciser les circulations, confrontations, échanges… entre les différents groupes. Les villes côtières, Zeila et Tadjourah, sont en contact avec l'Islam dès le VIIe siècle. Les territoires sont sans doute liés au sultanat d'Ifat puis d'Adal entre les XIIIe et XVIe siècles.
Les récits des voyageurs européens qui traversent la zone à partir de 1839 (Isemberg et Kraft, Rochet d'Héricourt , Harris, Kirk et Johnston) permettent de voir un espace structuré politiquement entre Tadjourah d'une part, une alliance autour de Lo’oytá vers le sud-ouest d'autre part, et l'Awsa.
La ville de Tadjourah est occupée par des troupes égyptiennes entre 1875 et 1884. Le port de Zeilah paie des taxes à l'Empire ottoman puis à l'Égypte jusqu'aux années 1880. Les parties occidentales de l'actuel territoire djiboutien étaient en lien avec le sultanat d'Awsa.

## Colonisation française

### Premiers comptoirs et traités
Le 4 juin 1859, le commerçant réunionnais et ancien agent consulaire de France à Aden, Henri Lambert (1828-1859), est assassiné dans le golfe de Tadjourah. Une mission navale dirigée par le vicomte Fleuriot de Langle arrête les coupables présumés, et envoie en France des représentants de l'autorité politique du pays, le sultanat afar de Tadjourah . C'est avec cette délégation qu'est signé le 11 mars 1862 un traité cédant à la France « les ports, rade et mouillage d'Obock (…) avec la plaine qui s'étend depuis ras Ali (en) au sud jusqu'à ras Douméra (ceb) au nord ». 
C'est cependant seulement vingt ans plus tard, après l'installation de quelques commerçants et l'interdiction d'Aden aux navires de guerre français durant la guerre du Tonkin, qu'une mission exploratoire est confiée à la fin de 1883 à un jeune administrateur, Léonce Lagarde (1860-1936), et au commandant de l'Infernet, le capitaine de frégate Conneau. À la suite de ce repérage, Léonce Lagarde est nommé « commandant à Obock » le 24 juin, où il prend ses fonctions le 1er août 1884. 

### Une colonie française
Rapidement, il étend le territoire sous souveraineté française, signant un protectorat avec le sultan de Tadjourah (où se trouve une garnison égyptienne jusqu'au 16 novembre 1884), et occupe toute la côte nord du golfe de Tadjourah. L'emprise française s'étend sur la côte sud, avec la signature d'un traité avec les « chefs somalis issas » le 26 mars 1885, formant le « protectorat d'Obock et dépendances ».
Un échange de notes franco-britannique des 2 et 7 février 1888, fixe la limite côtière entre les colonies respectives à Loyada et ouvre aux négociants de deux pays les routes commerciales vers Harar. C'est alors que commence le transfert du centre de gravité du territoire du nord (Obock) au sud (Djibouti), achevé en 1896 lorsque cette dernière ville devient le chef-lieu du territoire, qui prend alors le nom de côte française des Somalis (CFS). Au nord, les limites côtières sont fixées à Douméra dès 1891, et précisées par un accord franco-italien de 1900-1901.
Vers l'intérieur, le territoire s'étend avec la construction du chemin de fer vers l'Éthiopie : partie de Djibouti en octobre 1897 elle atteint en décembre 1902 la ville de Dire Dawa, créée de toutes pièces pour le chemin de fer. Le partage de l'Éthiopie en sphères d'influence entre l'Italie la Grande-Bretagne et la France par le traité du 13 décembre 1906 permet de continuer la construction de la ligne. Les travaux reprennent en 1910, et Addis-Abeba, le terminus, est atteint en 1917.
Le port de Djibouti se développe ensuite au rythme du commerce avec l'Éthiopie et des besoins de la navigation coloniale. L'invasion puis l'occupation de l'Éthiopie par l'Italie entraîne un bref boom économique à Djibouti, avec un très important accroissement du trafic du port et des liaisons vers Addis-Abeba entre 1936 et 1938.
Il faut attendre la fin des années 1920 pour que la conquête de l'intérieur du territoire par l'administration coloniale commence, symbolisée par la mort de l'administrateur Albert Bernard le 17 janvier 1935. Elle aboutit en 1943, après de durs affrontements avec les tribus nomades, et de nombreuses exactions, à l'installation d'un poste français à Afambo. Il faut ensuite dix ans de négociations avec l'Éthiopie (1945-1955) pour que la frontière du territoire soit tracée à l'est des lacs.

### Seconde Guerre mondiale

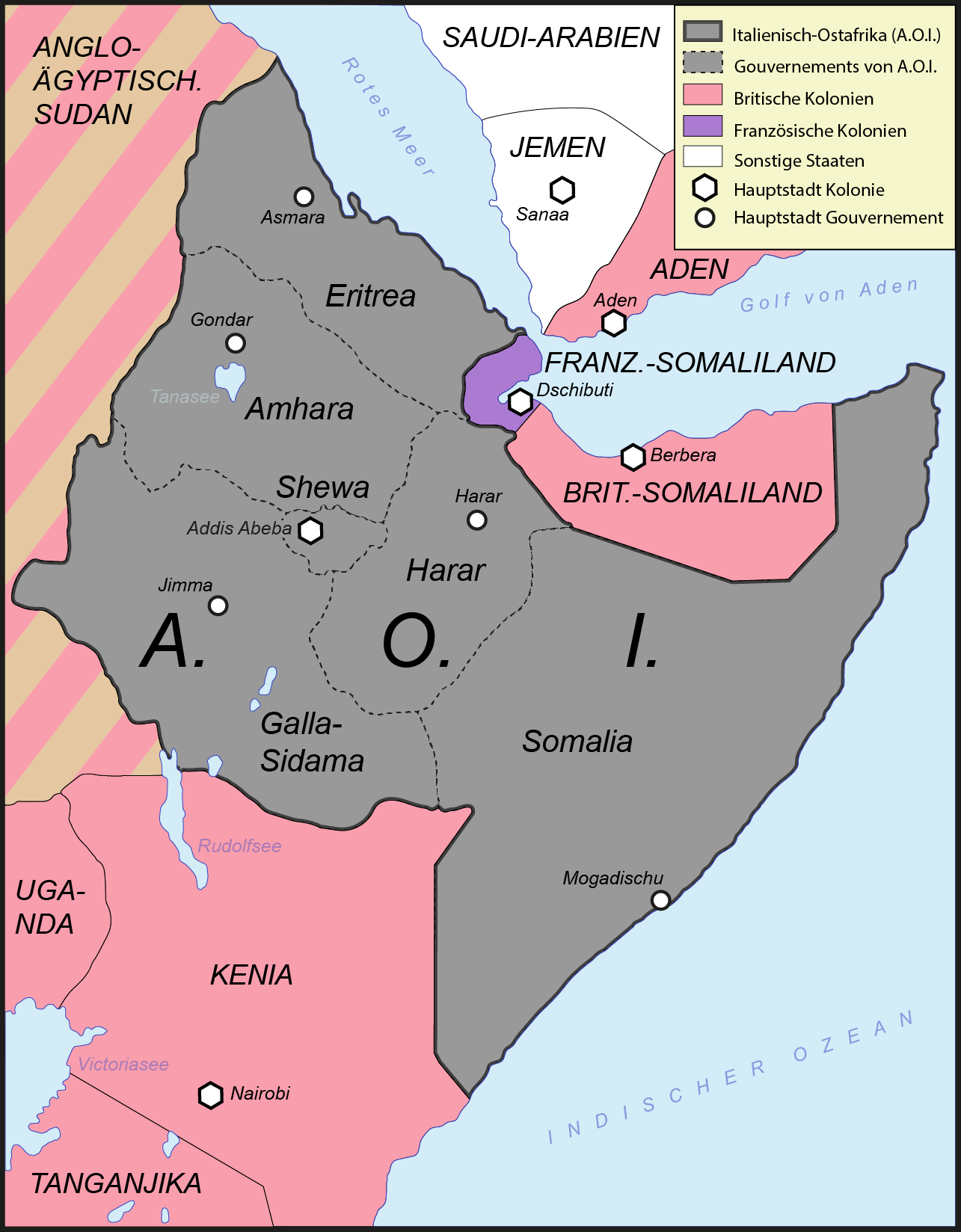
Afrique orientale italienne en 1936.

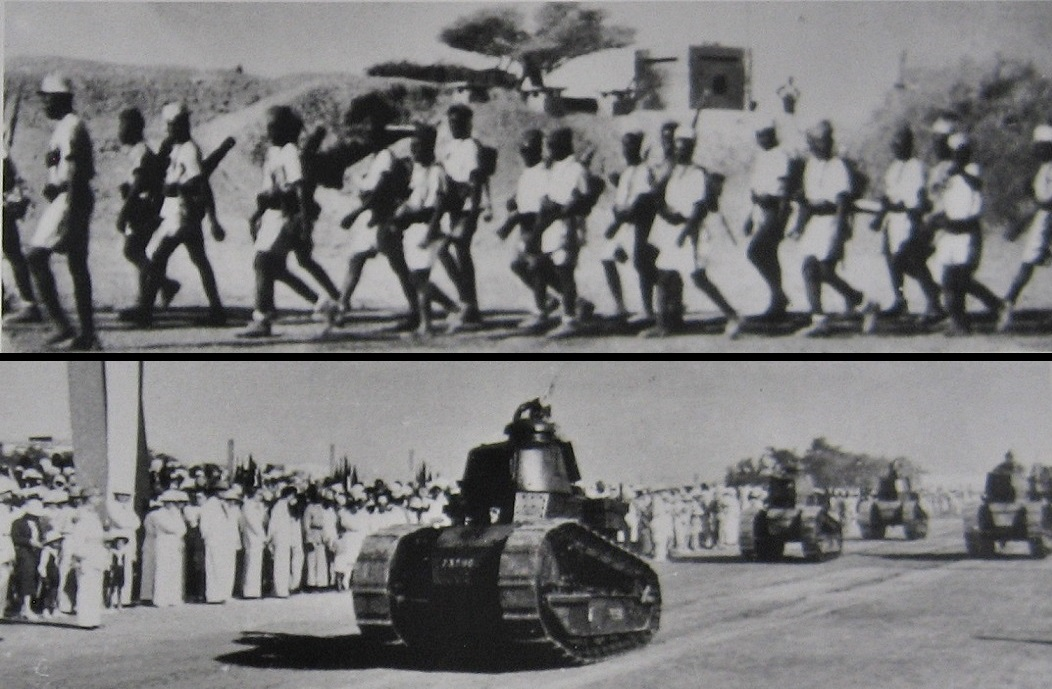
Défilé militaire, Djibouti, 1938.

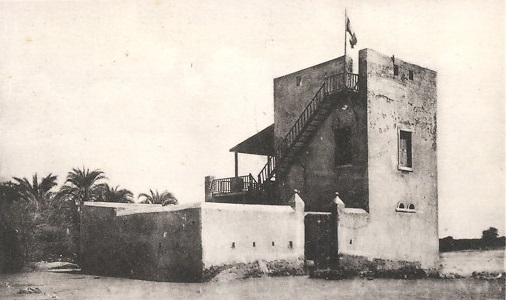
Poste militaire de Loyada, occupé par les Italiens en 1940.

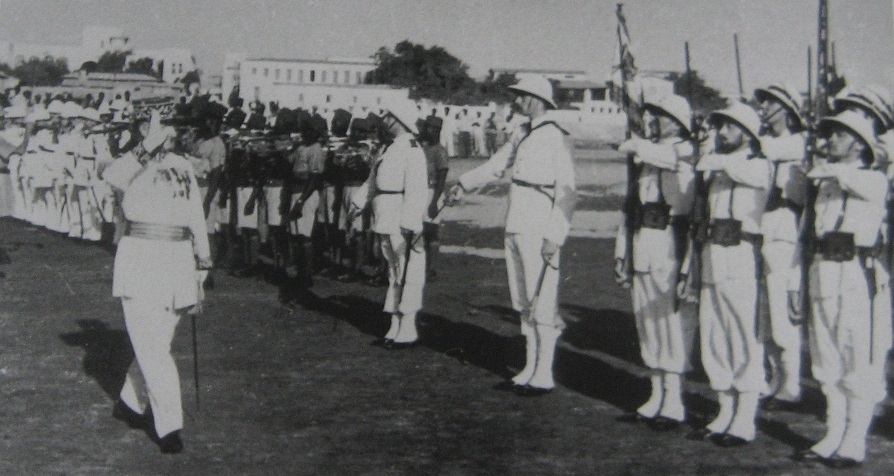
Le général Legentilhomme passant les troupes en revue.

#### De la guerre à l'armistice
Les forces armées françaises appuient leur allié britannique en Somalie britannique jusqu'à l'armistice du 24 juin 1940. Les Potez 25 TOE de l'escadrille de la côte française des Somalis mènent en juin 1940 des missions de reconnaissance en Éthiopie et en Somalie. Ils bombardent le poste italien de Dewele, lors de la conquête italienne du Somaliland britannique. La Regia Aeronautica bombarde Djibouti du 21 au 23 juin 1940 ou le seul 22 juin.
En juin 1940, Paul Legentilhomme, commandant supérieur des troupes françaises en Côte des Somalis, refuse les armistices signés par la France avec l’Allemagne (armistice du 22 juin 1940) et l’Italie (armistice du 24 juin 1940) et souhaite poursuivre le combat aux côtés de l’Angleterre. Mais il ne parvient pas à entraîner la colonie qui préfère faire acte d’allégeance au gouvernement de Vichy. Il passe au Somaliland britannique le 2 août 1940 pour rejoindre de Gaulle.

#### Vichy et le blocus de Djibouti
Le gouverneur vichyste Pierre Nouailhetas, en place depuis le 2 septembre 1940, est confronté au blocus maritime et terrestre par les forces britanniques. Le général britannique Archibald Wavell pensait ainsi forcer l'administration de la colonie à rallier les gaullistes. Le blocus s'intensifia surtout après le mois d'avril 1941, coïncidant à la fin de l'occupation italienne en Éthiopie. Les Britanniques qui contrôlent alors l'Éthiopie, coupent le ravitaillement terrestre de Djibouti. Des avions de l'escadrille de la côte française des Somalis (CFS) exécutent des missions de ravitaillement, mais le tonnage reste insuffisant. L'administration coloniale décide alors d'expulser de la ville les « bouches inutiles » autochtones (en particulier les femmes, enfants et personnes âgées) pour limiter les besoins en approvisionnement. Cette mesure augmente les difficultés alimentaires de la population, au point que certains parlent de famine.
Malgré cela, les Britanniques ne purent imposer un blocus total, ne pouvant interrompre les réseaux commerciaux sur terre et sur mer. En effet, ces événements faisaient monter les prix des denrées, et l'administration participait au financement de la contrebande.

#### Le passage dans le camp allié
Les forces du général Wawell relâchèrent néanmoins leur emprise après l’entrée en guerre de la zone Pacifique en décembre 1941, et les mois suivants, tentèrent en vain de rallier la Somalie française aux forces alliées. Le gouvernement de Vichy, inquiété par ces tentatives de pourparlers, rappela le gouverneur Nouailhetas qui quitta le territoire djiboutien le 9 octobre 1942. Les événements de novembre, largement en défaveur du gouvernement de Vichy (prise du contrôle par les Alliés de l’Afrique du Nord, invasion de la zone libre par les nazis et sabordage de la flotte française à Toulon), ébranlèrent l’opinion des Français de Djibouti. Le général Truffert, nouveau gouverneur vichyste, est désavoué par une forte faction de militaires et de civils européens. Il démissionna en faveur de son adjoint, le général Dupont qui également proche de Vichy dut faire face à cette même fronde. La période d’instabilité qui s’ensuivit prit fin le 28 décembre avec la signature d’un accord cédant tous les pouvoirs au Comité national français. Le 30 décembre, le gouverneur André Bayardelle, nommé par le général de Gaulle, prenait ses fonctions.
Le blocus prenait fin et tous territoires de l’océan Indien passaient alors du côté des Alliés. Djibouti pouvait de nouveau jouer son rôle de port de transit à l'entrée de la mer Rouge et de débouché de l'Éthiopie. De plus, les gaullistes trouvaient dans les 300 officiers, les 8 000 hommes et le matériel en place non négligeable, un précieux renfort.

### Après la Seconde Guerre mondiale
La colonie devient un territoire d'outre-mer (TOM) français en 1958.
Les 25 et 26 août 1966, le général de Gaulle, alors président de la République française, fait escale à Djibouti en se rendant en Éthiopie. Sur le passage de son cortège, quelques manifestants arborent des banderoles demandant l'indépendance du territoire. Selon Ahmed Dini, la revendication d'indépendance n'était pas partagée par tous les organisateurs mais destinée à attirer la foule. Un « dispositif de sécurité » est alors mis en place par les autorités, causant officiellement 36 blessés parmi les forces de l’ordre et 19 parmi les manifestants et également quatre morts chez les manifestants. Le lendemain matin, un « dispositif de rétablissement de l’ordre » cause deux morts. L'après-midi, des troupes de la Légion étrangère viennent renforcer gendarmerie et milice territoriale. Ces troupes dispersent en 45 minutes une foule estimée à 3 000 personnes venues écouter un discours présidentiel. Ces nouveaux affrontements font officiellement un mort et 46 blessés parmi les forces de l’ordre, trois morts et 238 blessés dans la population. La ville est ensuite placée sous couvre-feu et une chasse aux opposants est organisée. Lorsque de Gaulle repasse le 28 août, il n'y a pas de manifestations. L'agitation ne cesse cependant pas et, le 14 septembre 1966, les autorités coloniales mettent en place le « barrage de Djibouti », enceinte militarisée tout autour de la ville, dont la mission est de restreindre les migrations et de permettre le contrôle politique du territoire, et dont les refoulés constituent Balbala. L'ouvrage (jusqu'à 14 kilomètres) est démantelé seulement quelques années après l'indépendance, en 1982.
En 1967, le territoire change de nom pour devenir le territoire français des Afars et des Issas.
La mise en place concomitante d'une politique de contrôle de la population de la ville de Djibouti, et d'expulsions massives des « indésirables » à partir de 1960 (10 000 entre 1947 et 1962, 10 000 entre 1963 et 1968, encore plus sans doute ensuite) n'empêche pas l'accroissement de la population. Les tensions politiques et sociales s'accroissent, que la répression ne parvient pas à endiguer. Plusieurs mouvements indépendantistes sont créés dans les pays limitrophes, en particulier en Éthiopie et Somalie qui ont des prétentions territoriales sur le territoire. En 1975, après une résolution de l'ONU, la France reconnaît le droit à l'indépendance du territoire. Dans la perspective de l’organisation d’un référendum d’autodétermination, le ministère des Armées prépare, dans le plus grand secret, dès 1976, un déploiement naval, apparu également inéluctable pour le maintien de la paix et de la sécurité dans la région. La prise en otage d'un bus scolaire à Loyada en février 1976 précipite la suite des événements.
Après un référendum le 8 mai 1977 (98,8 % de « oui »), le territoire devient indépendant le 27 juin 1977 sous le nom de république de Djibouti alors que la flotte française, lors de l'opération Saphir a déployé jusqu’à 17 bâtiments sur zone dont ses porte-avions Clemenceau relevé par le Foch, soit la plus importante flotte déployée par la France, dans cette région, depuis la Deuxième Guerre mondiale
.

## Un pays indépendant
Une série d'attentats à la fin de 1977 est le prétexte à la mise en œuvre d'une politique autoritaire, caractérisée par un parti unique et un contrôle policier important de la population. C'est l'occasion de la rupture de l'alliance indépendantiste, avec le départ d'Ahmed Dini du gouvernement de Hassan Gouled Aptidon. Le barrage autour de la ville de Djibouti n'est supprimé qu'au début des années 1980.

### La révolte du FRUD
En mai 1991, des milliers de soldats éthiopiens en déroute pénètrent sur le territoire djiboutien. Encadrés par les troupes françaises, ils sont rapatriés en Éthiopie, laissant de nombreuses armes derrière eux. À partir d'octobre 1991, le FRUD, un groupe armé qui se réclame de l'identité afar — habitants du Nord et de l'Ouest du pays — prend le contrôle d'une grande partie du pays et s'avance vers la capitale. Sa revendication principale est une véritable intégration dans la nation. Une intervention des troupes françaises stationnées sur place bloque l'offensive en décembre.
Une modification contestée de la constitution est adoptée en septembre 1992, puis un Parlement dont est exclue l'opposition est élu en décembre. Au prix de nombreux sacrifices pour la population, le gouvernement reconstitue une importante armée. Elle lance une offensive militaire en mars 1993, qui lui permet de prendre le contrôle du pays en juillet. Mais des actions de guérilla continuent de se dérouler. L'opposition dénonce de nombreuses exactions contre les populations civiles.
Un premier accord est signé avec une partie du FRUD en 1994, dont quelques membres intègrent le gouvernement. Mais des combats continuent jusqu'à un accord cadre signé en février 2000 à Paris, puis un accord de paix le 12 mai 2001.

### Croissance économique et tensions politiques

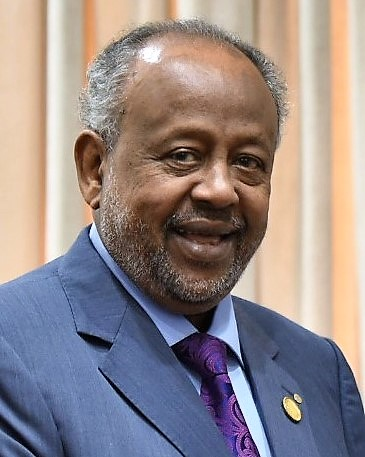
Ismaïl Omar Guelleh

En 1999, Ismaïl Omar Guelleh (1947-) est élu à la présidence de la République, et réélu en 2005. Il ouvre le pays aux investissements étrangers, dubaïottes puis chinois. Profitant de la fermeture d'Assab au transit avec l'Éthiopie, un nouveau port de transbordement est construit à Doraleh. Une nouvelle ligne de chemin de fer jusqu'à Addis Abeba doit entrer en fonction à la fin de 2015.
En avril 2010, la constitution est modifiée par référendum, retirant en particulier la limite du nombre de mandats présidentiels et établissant l'islam comme religion de l'État. Cela ouvre une période de tensions politiques, comprenant des affrontements avec les militants de l'opposition, lors des printemps arabes en 2011.
Lors des élections législatives de 2013, l'opposition dénonce des fraudes et revendique la victoire, mais elle n'obtient que sept élus sur soixante. Ils acceptent de siéger à l'Assemblée nationale un an plus tard, en janvier 2015.
En mai 2014, le pays est victime d'un attentat suicide dans le restaurant La Chaumière. Selon les informations[évasif], deux ou trois kamikazes (dont une femme) se seraient fait exploser en entrant dans le restaurant. Un mort, un ressortissant turc, a été recensé, et plusieurs blessés, dont des coopérants français présents dans le restaurant, ainsi qu'une jeune femme originaire des Pays-Bas. L'un des kamikazes n'a pas pu entrer dans le restaurant. Il s'est jeté sur la terrasse en déclenchant sa ceinture explosive.[réf. nécessaire]
En 2017, après les États-Unis, la France et le Japon, la Chine obtient de pouvoir y implanter une base militaire.
Le 9 avril 2021, Ismaël Omar Guelleh a été réélu, avec 98,58 % des voix, selon les chiffres officiels provisoires.